# مسيحيون أتراك

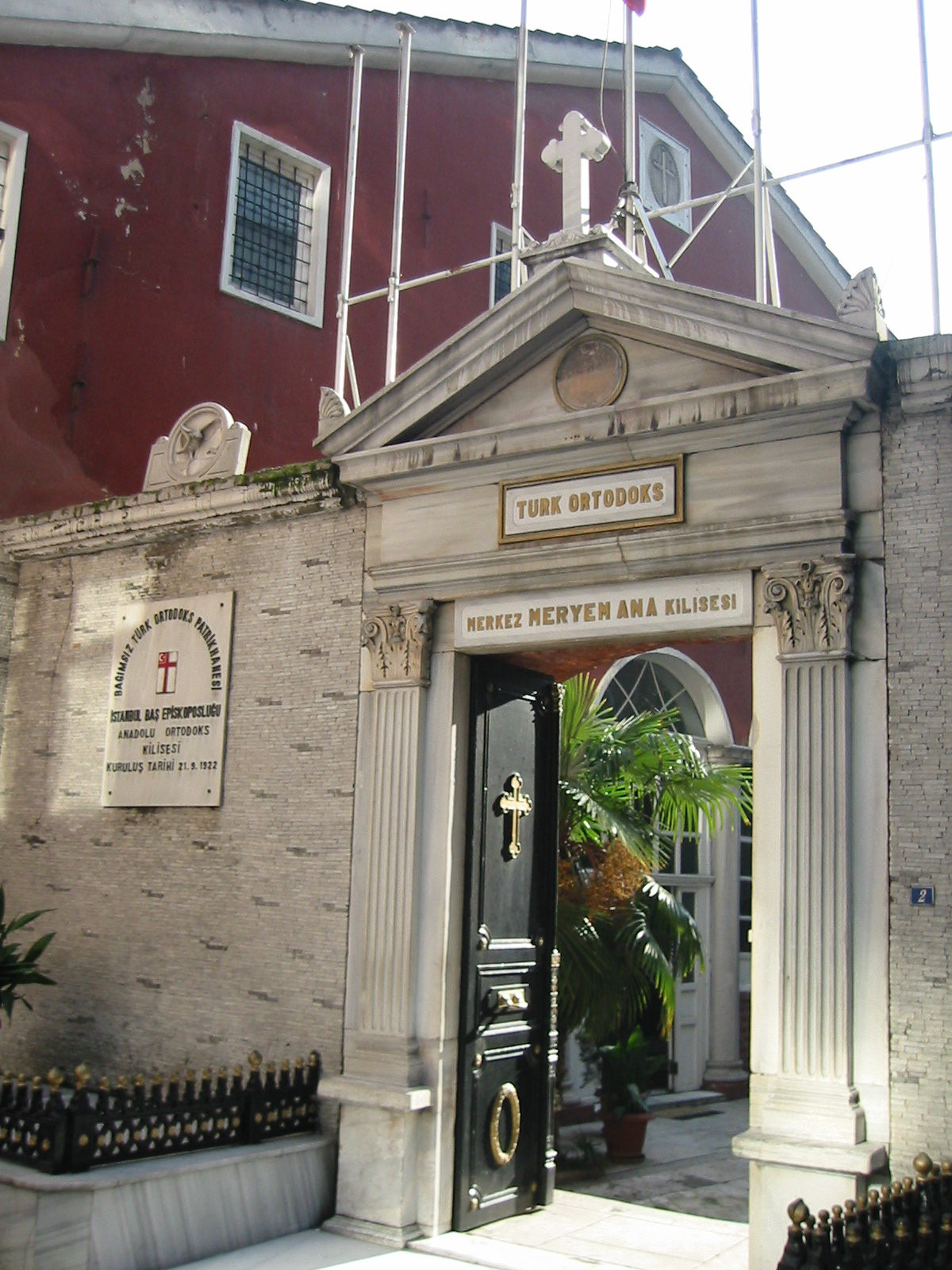
مقر البطريركية التركية الأرثوكسية؛ أتباع الكنيسة هم بشكل خاص مسيحيين من الإثنيّة والعرقيّة التركيّة ومن دعاة القومية التركيّة.

المسيحيون الأتراك (بالتركية: Türk Hıristiyanlar) هم أشخاص ينتمون للشعب التركي ويتبعون الديانة المسيحية. المصطلح لا يشمل المسيحيين من الأرمن واليونانيين والسريان من مواطني الجمهورية التركية. أغلبيّة المجتمع المسيحي في تركيا المكونّ من الإثنية والعرقية التركية هم من المسيحيين البروتستانت وأغلبهم من خلفية تركية مسلمة.

## خلفيَّة تاريخيَّة
يشمل المجتمع المسيحي التركي تاريخيًا الجماعات اليونانية الأرثوذكسية الكبيرة في منطقة الأناضول خصوصًا في كبادوكيا والتي تحدثت اللغة التركية كلغة أم وتبنت القومية التركية منذ القرن السابع عشر بعدما تعرضت لحملات تتريك. أبناء هذه الجماعة أعتبرت نفسها تركيّة منها «كارامانليدس» الذين عرفوّا عن أنفسهم أنهم أرثوذكس وأتراك. فضلًا عن الكاكوز وهم شعب تركي يعتنق المسيحية على مذهب الأرثوذكسية الشرقية. أنضوى بقايا هذا المجتمع في الجمهورية التركية إلى البطريركية الأرثوذكسية التركية المستقلة (بالتركية: Bağımsız Türk Ortodoks Patrikhanesi) وهي كنيسة أرثوذكسية شرقية غير معترف بها. أتباع الكنيسة هم بشكل خاص مسيحيين من الإثنيّة والعرقيّة التركيّة ومن دعاة القومية التركيّة، والكنيسة متأثرة بشكل كبير في القومية التركية. بنت البطريركية الأرثوذكسية التركية المستقلة من خلال أسرة إفتيم علاقات جيدة مع حزب الحركة القومية التركي. في سنة 2016 وصلت تعداد أتباع الكنيسة حوالي 400 شخص، ويقطن معظمهم في مدينة إسطنبول.

## الأوضاع الحاليَّة

### تركيا وقبرص التركية
في السنوات الأخيرة تحولت أعداد من الأتراك المسلمين في تركيا وقبرص الشمالية إلى الديانة المسيحية. في تقرير نشرته صحفية ميليت أشارت إلى أن 35,000 تركي تحول للمسيحية سنة 2008 خاصًة إلى المذهب البروتستانتي الانجيلي. وينضوي تحت رابطة الكنائس البروتستانتية في تركيا وحدها بين 4,000-5,000 مسيحي من العرقية والشعب التركي. وذكرت تقارير تعود لسنة 2010 أن نحو 300 عائلة تركية تعيش في قبرص التركية قد ارتدت عن الإسلام واعتنقت المسيحية.

### بلغاريا
بحسب إحصائيّة تعود إلى سنة 2001 تصل نسبة المسيحيين بين الأقلية التركيّة في بلغاريا حوالي 1.3% أي 10,052 نسمة. منهم 5,425 تركي ينتمون إلى الكنيسة الأرثوذكسية الشرقية، وحوالي 2,561 تركي ينتمون إلى الكنيسة الرومانية الكاثوليكية وحوالي 2,066 تركي بروتستانتي.